# 初恋クロニクル
『初恋クロニクル』（はつこいくろにくる）は2010年3月13日土曜22時 - 22時55分にBSフジで「P&Gパンテーンドラマスペシャル」として放送されたスペシャルドラマ。
　

## 概要
神奈川県小田原を舞台とした釣り好きの女子高生の恋物語。
ドラマの主人公 里浦美咲は向井真由香の手紙をきっかけに小学校卒業前に転校した鈴木万年のことを思い出す。

## あらすじ
里浦美咲は釣り好きの女子高生。里浦美咲と向井真由香は何の接点もなかった。
だが、真由香は鈴木万年の家に訪れたとき万年・美咲が釣り大会で優勝・準優勝している
記事を見て美咲のことを知った。
ある日、美咲宛に「鈴木くんはどんな人でしたか？」という内容の手紙が届いた。
差出人は全く見に覚えのない向井真由香という女子高生からだった。
美咲は鈴木万年が小学校時代の同級生である事をすっかり忘れていたが、小学校の教頭先生である父親に「万年君じゃないか？」と言われ思い出す。美咲は真由香に「あまりお役に立てないかもしれません。それほど仲が良かったわけではないので。」と返事を出す。
美咲は万年の事を天敵だったと思っている。体育の授業でドッジボールをしているとき思いっきりボールをぶつけられたり、放送委員のとき万年のせいで先生にこっぴどく怒られたりしたことがある。
美咲は万年について真由香と手紙でやりとりしていくうちに万年のことを思い出すようになった。 ある重要な日、真由香は美咲のいる小田原を訪ねる。その日、美咲は釣り大会の手伝いをしていた。

## 出演
里浦美咲 - 川口春奈 / 幼少期：宮武祭
社交的で明るい女子高生。趣味は釣り。父親は小学校の教頭先生。鈴木万年と小学校時代の同級生で二人は放送委員をしていた。
向井真由香 - 岡本杏理
鈴木万年の彼女。フィギュアスケートを習っている。鈴木万年について知りたくて美咲の元を訪れる。
大輔 - 濱田岳
美咲と幼馴染。同じ学校に通う男子高校生。祖父は神主。
なみ - 中村朝佳
美咲と幼馴染。同じ高校に通う女子高生。
梅さん- 伊吹吾郎
神社の神主。祭りの途中で美咲を呼び出し、重大な事実を伝え、あるものを真由香に渡すよう指示する。
鈴木万年（幼少期） - 岡山智樹
小学校時代の美咲の同級生。趣味は釣り。美咲と一緒に放送委員をしていた。小学6年生頃、卒業式のちょっと前に小田原を引っ越した。転校するのを極度に嫌がっていた。
美咲の父親 - おかやまはじめ
小学校の教頭先生をしている。学校で亀を育てている。生徒に「亀って一万年生きるんでしょう？」と聞かれ「一万年はさすがに生きないな。」と答える。生徒が「鶴は千年亀は万年と申します」と発言したのを受け「鈴木万年」君という生徒がいたことを思い出す。
美咲の母親 - 松永玲子
鈴木万年の母親 - 越智静香
郵便局員 - 鈴木拓
- 西田美和
- 浅見姫香
- 根岸泰樹
- 吉田翔
- 河口瑛将
- 高橋和也
- 横塚真之介
- 栗原雄樹
- 矢島武夫
- 木原田健太

## ロケ地
- 松原神社 (小田原市)
- 小田原市立片浦小学校
- 小田原市立片浦中学校
- 根府川郵便局
- アクアリンクちば

## スタッフ
- 脚本：秋山竜平
- 音楽：白石めぐみ
- 企画・プロデュース：関谷正征（フジテレビ）
- 演出：加藤裕将（フジテレビ）
- 制作著作：フジテレビ

## 主題歌
- 大知正紘「さくら」

## その他
この作品はHDカメラの4倍の高画質で撮影できる「RED ONE」というカメラを使って撮影されている。ドラマの主題歌「さくら」のミュージックビデオには岡本杏理が出演している。